# 芸利古雄
芸利 古雄（げいり ふるお、1969年8月28日 - ）は、奈良県出身の俳優、殺陣師。ガイズエンターテイメント所属。旧芸名：尾山ほうめい、尾山 芳明。

## 出演

### テレビドラマ
- 陰陽師☆安倍晴明〜王都妖奇譚〜
- 家政婦は見た
- 実録!和田アキ子物語
- タイムスクープハンター
- はみだし刑事情熱系シリーズ
- 秘太刀 馬の骨
- ビッグマネー!〜浮世の沙汰は株しだい〜
- 姫さま事件帖2〜柳川お見合い殺人事件〜
- プリズナー
- 宮本武蔵
- 牟田刑事官事件ファイル
- 牟田刑事官VS終着駅の牛尾刑事そして事件記者冴子
- 焼け跡のホームランボール
- SRO〜警視庁広域捜査専任特別調査室〜

### 特撮
- ウルトラシリーズ
  - ウルトラマンダイナ - TPC隊員
  - ウルトラマンガイア
  - ウルトラマンコスモス - 工事作業員
- ブースカ! ブースカ!!

### 映画
- カムイ外伝
- GOEMON
- 十三人の刺客
- 修羅がゆく
- 花のあと
- 山桜
- ラスト サムライ
- WASABI

### Vシネマ
- ウルトラマンネオス - 魚を盗もうとした男
- おとこ唄
- 外道
- ケンカ包丁
- 極道一匹狼
- 極道の代紋
- 極道の紋章
- G-ブラッド
- 修羅がゆく
- 新・どチンピラ
- 人斬り五郎
- 本気!

### CM
- エステー
- カゴメ
- 兼房
- TOURS

### 舞台
- 活動屋外伝・電影城の快人たち